# Guacamayas de Palenque
Las Guacamayas de Palenque es un equipo de béisbol que compite en la Liga Tabasqueña de Béisbol con sede en Palenque, Chiapas, México.

## Historia
Las Guacamayas de Palenque debutaron en la LIV en la Temporada 2015-2016.

### Inicios
Las Guacamayas formaron parte de la Liga Tabasqueña de Béisbol, coronándose en el 2015 al derrotar en 4 juegos a los Tucanes de Chiapas.

### Actualidad
Son los actuales tetracampeones de la Liga Tabasqueña de Béisbol.

## Jugadores

### Roster actual
Actualizado al 3 de enero de 2016.
"Temporada 2015-2016"
| Lanzadores: - 9 Mauricio Tequida Miranda - 18 Víctor Manuel Espinosa Viola - 19 Edisandys Díaz Ulloa - 20 Oscar Asir Hurtado - 21 Daniel Enrique Pérez Leal - 22 José Domínguez Contreras - 24 Lauro Ramírez Camarillo - 26 Alexis Lara Lara - 32 Julio César Guerrero Morales - 33 Raúl Zoé Carrillo - 36 César González Castillo - 42 Adolfo Delfín Luna - # José de Jesús López Morán - # Mauricio Ávila Alvarado Receptores: - 8 José Alberto Tirado Montejo - 11 Abraham González Martínez - 34 Fabio Vicente Sánchez Morales |  | Jugadores de Cuadro: - 2 Javier Alejandro Salazar Córdova - 3 Raymundo Arauza Agüero - 12 Jorge Luis Delgado Tua - 13 Alexis Vladimir Facundo - 25 Jorge Guzmán Acosta - 28 Julio Alberto Pérez Toledo Jardineros: - 5 Agustín Séptimo Abad - 10 Héctor Rivera Vázquez - 27 José Raúl Solís Candelaria - 37 Gregorio Angulo Meza Mánager: # Miguel Solís |

 =  Cuenta con nacionalidad mexicana. 